# Coenocyathus parvula
Coenocyathus parvula är en korallart som först beskrevs av Stephen D. Cairns 1979.  Coenocyathus parvula ingår i släktet Coenocyathus och familjen Caryophylliidae. Inga underarter finns listade i Catalogue of Life.